# 설수진
설수진(薛守眞, 1974년 8월 22일~)은 대한민국의 배우이자 모델이며 방송인이다.

## 생애
그녀의 아버지는 예비역 대한민국 육군 대령 전역한 군인 출신이며 그녀는 서울에서 출생하였고 지난날 한때 경상북도 대구에서 잠시 유아기를 보낸 적이 있으며 1996년 미스코리아 선(善)으로 데뷔하였다. 여동생 역시 미스코리아였던 설수현이다.
현재는 화상전문재단인 (재)베스티안재단의 대표 직위에 있다.

## 학력
- 은광여자고등학교 졸업
- 경원대학교 동아미술학과 학사 (2000년 2월, 부전공: 동양화)
- 연세대학교 행정대학원 석사
- 숭실대학교 대학원 경영학 박사

## 출연작

### 드라마
- 1996년 MBC 《시트콤 남자 셋 여자 셋》 ... 말레이시아 콸라 룸푸르에서 잠시 귀국한 룸파스 대학교 행정학과 1학년 1학년 수료 및 휴학중으로 1996년 12월 연도말 겨울 방학 때 잠시 귀국한 이인 15년차 말레이시아 콸라룸푸르 교포라는 뱀띠 20세 교포 겸 유학생 소현진 역(카메오 단역)
- 1997년 SBS 《시트콤 LA 아리랑》 ... 미국 일리노이 주 시카고의 12년차 시카고 유학생 겸 교포인 22세 뱀띠 교포 설수진 역(카메오 단역)
- 1998년 MBC 《시트콤 여자 대 여자》 ... 말레이시아 콸라 룸푸르 뱀띠 교포 및 스코니스 대학교 산업미술학과 2학년 2학기 수료 및 휴학중인 16년차 말레이시아 콸라룸푸르 교포 겸 유학생 뱀띠 22세 설수진 역(카메오 단역)
- 1998년 MBC 《시트콤 아니 벌써?》 ... 1998년 11월 16일 당시부터 1998년 12월 15일 당시까지 연도말 맞이하여 한 달 동안 잠시 귀국한 캐나다 온타리오 주 오타와의 20년차 오타와 교포 출신인 호랑이띠 25세 교포 현광숙 역(카메오 단역)
- 2000년 MBC 《시트콤 세 친구》 ... 25세 용띠 설수진 역 (1회 〈히포크라테스 선서〉 편에 특별출연)
- 2000년 MBC 《당신 때문에》
- 2001년 KBS2 《동서는 좋겠네》 ... 윤해수 역
- 2002년 MBC 《너희가 나라를 아느냐》 ... 배정자 역
- 2002년 KBS2 《언제나 두근두근》 ... 지니 황 역
- 2003년 MBC 《그대 아직도 꿈꾸고 있는가》 ... 정애숙 역
- 2003년 SBS 《형사》

### 방송
- 2001년 MBC 《생방송 아침+》 방송인 손범수와 함께 진행
- 2001년 ~ 2002년 KBS2 《TV는 사랑을 싣고》 방송인 이상벽과 함께 진행
- 2015년 ~ 2017년 KBS대구 1TV 《아침마당 대구》 진유현 아나운서와 함께 진행
- 2007년 ~ 2010년 EBS 《효도우미 0700》 배우 길용우와 함께 진행

### 영화
- 2001년 《고해》 ... 이가흔 역(주연)

### 연극
- 1997년 《햄릿》 ... 오필리어 역(단역)
- 1999년 《상록수》 ... 최용신 역(여자 주인공)

### 뮤지컬
- 1998년 《아가씨와 건달들》 ... 미스 애들레이드 역(여자 주연)

### CF 광고
- 한국존슨앤드존슨 Roc 크로노블록 프리벤션 액티브
- 하나은행
- 드비어스

## 가족 관계
- 배우자 : 박길배 (1969년 ~ )
  - 아들 : 박설연 (2011년 1월 29일 ~ )
- 동생 : 설수현 (1976년 6월 26일 ~ )
  - 제부 : 이창훈
    - 조카 : 이가예 (2003년 ~ )
    - 조카 : 이가윤 (2006년 ~ )
    - 조카 : 이승우 (2008년 ~ )